# Svetlana Sinitsina
Svetlana Sinitsina (russisch Светлана Синицина; engl. Transkription Svetlana Sinitsyna; * 26. Januar 1965) ist eine ehemalige usbekische Tennisspielerin.

## Karriere
Sinitsina spielte 1995 in insgesamt drei Begegnungen vier Matche für die usbekische Fed-Cup-Mannschaft, davon drei Einzel und ein Doppel. Bis auf ein Einzel konnte sie alle ihre Spiele gewinnen.